# Sultansmeise

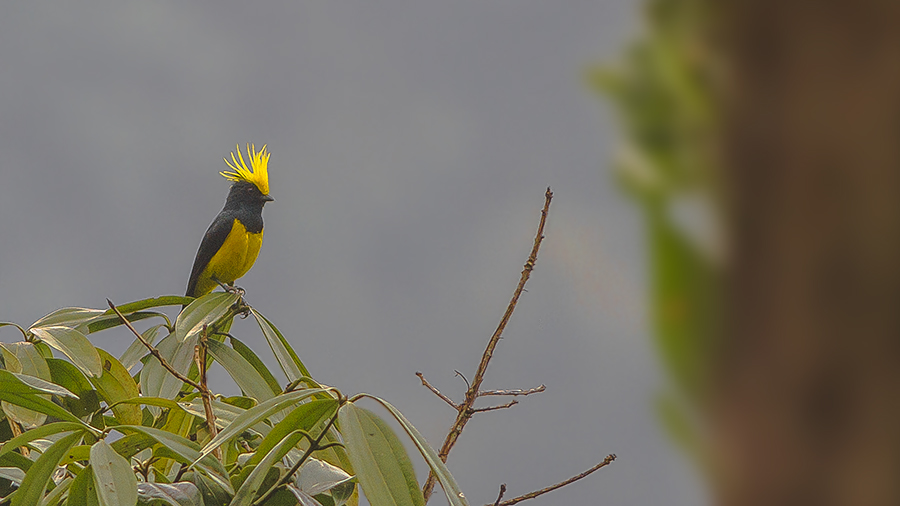
Sultansmeise mit aufgestellter Haube

Die Sultansmeise (Melanochlora sultanea) ist die größte Vogelart aus der Familie der Meisen (Paridae) und die einzige Art der Gattung Melanochlora. Sie ist in Südostasien sowie Teilen Süd- und Ostasiens verbreitet, wo sie Waldränder und lichte Wälder der Ebenen und des Hügellands bewohnt.
Die genaue Verwandtschaft der Sultansmeise zu den anderen Meisengattungen war lange unklar. Nach neueren genetischen Erkenntnissen steht sie zusammen mit der Flammenstirnmeise (Cephalopyrus flammiceps), das bisher den Beutelmeisen (Remizidae) zugeordnet wurde, und der Laubmeise (Sylviparus modestus) an einer basalen Position innerhalb der Familie. Am nächsten verwandt ist sie mit der letztgenannten Art.

## Beschreibung
Die Sultansmeise ist mit ihren 20 bis 21 cm Körperlänge etwa so groß wie eine Singdrossel, aber mit 35 bis 49 g deutlich leichter. Die Art fällt durch ihr gelb-schwarzes Gefieder, ihre lange, meist gelbe Federhaube und den recht langen, leicht gestuften Schwanz auf. Die Haube kann bei Erregung aufgestellt werden. Der Schnabel ist schwarz oder bläulich schieferfarben. Die Iris ist braun bis rotbraun. Beine und Füße sind meist blaugrau, können aber einen grünlichen Einschlag haben.
Bei adulten Männchen der Nominatform sind Stirn, Scheitel und Federhaube intensiv gelb. Übriger Kopf, Oberseite einschließlich Flügel- und Steuerfedern, Kinn, Kehle und Brust sind schwarz mit metallisch blaugrünem Glanz. Einige Individuen können an den äußeren Steuerfedern schmale weiße Spitzensäume aufweisen. Die Unterseite einschließlich der Achselfedern und der Unterflügeldecken sind wie der Oberkopf gelb.
Adulte Weibchen ähneln den Männchen, sind aber matter gefärbt bis hin zu rußbraun mit grünlichem Glanz. Vögel im Jugendkleid ähneln den Weibchen, weisen aber keinen metallischen Glanz auf. Die Haube ist kürzer und rundlicher. Auf den Großen Arm- sowie manchmal den Handdecken finden sich hellgelbe oder weißliche Spitzensäume. Die Unterseite ist matter gelb. Junge Männchen können früh einen metallischen Blauschimmer aufweisen.

## Stimme
Die Lautäußerungen der Sultansmeise sind auffällig und laut. Neben dem Gesang bestehen sie aus einem relativ begrenzten Repertoire von Rufen. Die wohl charakteristischsten sind ein knappes, ratterndes tschi-dip oder tri-trip (Hörbeispiel) sowie ein gereihtes tria-tria-tria … oder tschier-tschier-tschier … (Hörbeispiel), das je nach Erregungsgrad unterschiedliche Intensitäten erreichen kann.  Auch ein kurzes wit (Hörbeispiel) gehört zum Repertoire. In Erregung werden die Laute auch kombiniert oder abgewechselt (Hörbeispiel). Die „quiekenden“ Laute klingen dabei oft papageiähnlich.
Der Gesang ist eine Strophe aus meist fünf lauten, klaren Pfeiflauten (Hörbeispiel), die etwa mit tschiu oder piu beschrieben werden können.

## Verbreitung und Bestand

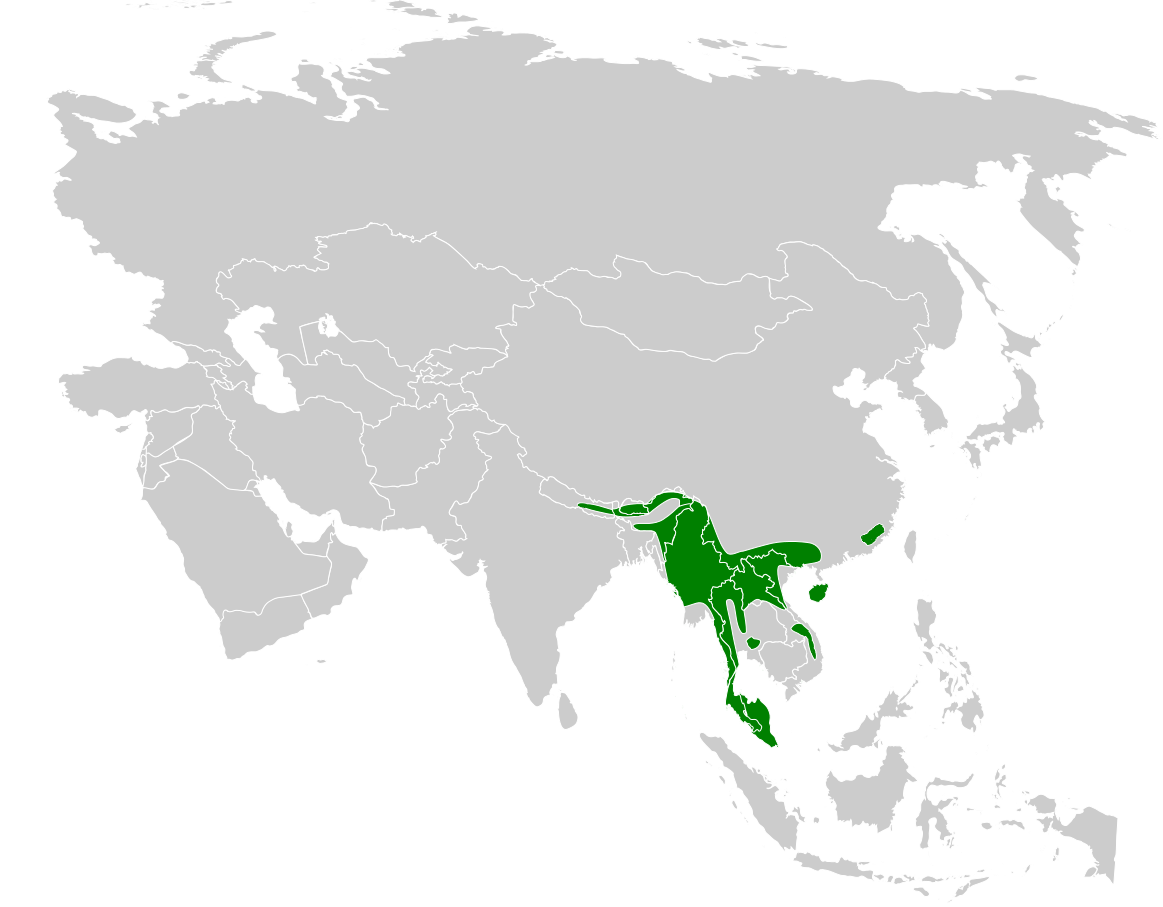
Verbreitungsgebiet der Sultansmeise

Das Verbreitungsgebiet der Sultansmeise erstreckt sich über das südliche Vorland des Himalayas vom mittleren Nepal bis nach Nordostindien sowie über die Chittagong Hill Tracts in Bangladesch und große Teile Myanmars. In China kommt die Art auf Hainan, im westlichen und südlichen Yunnan, im Südwesten Guangxis und in einem disjunkten Areal in Fujian vor. Von Thailand, wo die Art in den zentralen Ebenen fehlt, reicht das Areal südwärts über die Malaiische Halbinsel. In Indochina tritt die Art im Norden von Laos und Vietnam auf sowie im nördlichen und mittleren Annam und im südlichen Laos. Wenn auch das Typusexemplar von Sumatra stammt ist das Vorkommen dort rätselhaft. Immerhin belegt aber die Beobachtung eines Trupps von 1938 zweifelsfrei, das die Art dort mindestens gelegentlich auftritt.
Die Sultansmeise ist nicht bedroht und wird von der IUCN in der Kategorie „least concern“ geführt. Im Westen des Areals ist sie wie auch in Darjeeling selten geworden, was auf fortschreitende Lebensraumzerstörung zurückzuführen ist. Im östlichen Himalayavorland ist sie aber noch recht häufig. In China war die Art immer schon selten und nur auf Hainan recht verbreitet. Aus Bangladesch fehlen aktuelle Nachweise. Ein Fortbestehen des Vorkommens ist aber wahrscheinlich. In Myanmar ist die Sultansmeise sehr selten und nur im Norden lokal häufig. Auch in Thailand und Vietnam sind die Vorkommen zerstreut. Lokal kann die Art aber häufig sein.

## Geografische Variation
Zwei Unterarten unterscheiden sich nur geringfügig von der Nominatform. Die nordöstliche Unterart M . s. seorsa hat heller gelbe Partien und kann dunkle Schaftstriche im Gefieder der Haube zeigen. Bei der südliche Unterart M. s. flavocristata ist die Haube kürzer. Im Jugendkleid weist die Haube dunkle Schaftstriche auf und an Schirmfedern und Armschwingen finden sich bisweilen weiße Spitzen. Die Unterart M. s. gayeti aus dem östlichen Vietnam unterscheidet sich hingegen durch einen komplett schwarzen Oberkopf – einschließlich Haube – sowie einen leicht bläulichen Metallglanz der schwarzen Partien. Weibchen sind bräunlicher mit insgesamt matterem grünlichen Glanz.
- M. s. sultanea (Hodgson, 1837) – östlicher Himalaya vom mittleren Nepal bis nach Nordostindien, Myanmar, Nordthailand und bis ins südliche China.
- M. s. flavocristata (Lafresnaye, 1837) – mittleres und südliches Thailand, Malaiische Halbinsel und südöstliches China, möglicherweise Sumatra.
- M. s. seorsa Bangs, 1924 – nördliches Indochina und südöstliches China.
- M. s. gayeti Delacour & Jabouille, 1925 – nördliches und mittleres Annam in Vietnam.

## Ernährung
Die Nahrung besteht hauptsächlich aus kleinen Wirbellosen und deren Larven. Die Hauptnahrung bilden Heuschrecken, Fangschrecken und Webspinnen. Ergänzend kommen Beeren, andere Früchte und Sämereien hinzu.
Die Nahrungssuche erfolgt meist im Kronenbereich von Bäumen, aber auch in mittleren und tieferen Straten wie beispielsweise in höherem Unterwuchs oder in Bambusdickichten. Die Art ist dabei recht beweglich und akrobatisch, wirkt jedoch deutlich träger als andere Meisen. Der Flug über offene Bereich ist schnell und bogenförmig. Bisweilen wird Nahrung auch vom Boden gelesen oder in Fangflügen aus der Luft geschnappt.
Sultansmeisen treten oft in kleinen Verbänden bis zu zwölf Exemplaren auf und vergesellschaften sich gelegentlich mit anderen Arten wie beispielsweise Timalien. Die Art ist meist Stand- oder Strichvogel.

## Lebensraum
Die Sultansmeise besiedelt im Tief- oder Hügelland gelegene Randbereiche von Laub- und Laubmischwäldern oder immergrünen Wäldern. Auch lichte Wälder mit Bambus, Sekundärwälder oder Übergangsbereiche zur Kulturlandschaft werden besiedelt. Die Höhenverbreitung variiert je nach geografischer Lage. Sie liegt teils unter 1500 m, reicht aber beispielsweise in Bhutan auch bis auf 2000 m hinauf.

## Fortpflanzung
Über die Fortpflanzung ist wenig bekannt. Die Brutzeit liegt zwischen März und Juli. Nester befinden sich offenbar meist in Baumhöhlen oder Spalten in bis zu 15 m Höhe. Sie bestehen aus Gräsern, Moos, Pflanzenfasern, Blättern und Tierhaaren. Das Gelege besteht aus fünf bis sieben Eiern.